# Instituto O'Higginiano de Chile
El Instituto O'Higginiano de Chile es una Corporación de derecho privado sin fines de lucro. Tiene como misión promover por todos los medios a su alcance y, en especial, mediante la investigación, extensión, docencia y publicidad, el conocimiento de la vida, valores y obras del libertador Bernardo O'Higgins, capitán general del ejército de Chile.

## Historia
El 5 de enero de 1818, O'Higgins creó la Sociedad de Amigos de Chile con el objeto de fomentar el progreso del país en materias, tales como la industria, comercio, minería, educación y, en general, de todo aquello que motivara su progreso. En los estatutos que se redactaron, estableció que el título de socio solo se debería al mérito y patriotismo de los sujetos y no a su clase social, grado o empleo. El decreto que ordenaba su creación llevaba la firma del director supremo y de su ministro Antonio José de Irisarri. Esta iniciativa tuvo vida efímera, pues pocos años después de la abdicación de O'Higgins, ocurrida el 23 de enero de 1823, cesó de funcionar.
Transcurrieron posteriormente casi cien años desde su desaparición, cuando el 20 de agosto de 1942 en la ciudad de Rancagua –Santa Cruz de Triana durante la Colonia– la idea del libertador volvió a echar raíces, organizándose ahora como Instituto O'Higginiano, sucesor de la sociedad desaparecida. Los estatutos y declaración de principios de aquel acontecimiento sirvieron de base para que en 1953 se fundase en Santiago el nuevo Instituto O'Higginiano, que actualmente se conoce bajo el nombre de Instituto O'Higginiano de Chile. Aquel fundado en 1942, cambió su nombre por el de Instituto O'Higginiano de Rancagua.
El 20 de agosto de 1953, con la presencia de numerosas personalidades, se dio forma al primer Consejo Directivo y se designaron, así mismo, sus miembros fundadores. Su presentación a la Nación se verificó en una sesión solemne realizada en el salón de honor del Congreso Nacional de Chile el 20 de agosto de 1954, asistiendo al acto el presidente de la República Carlos Ibáñez del Campo, quién aceptó la distinción de presidente honorario. La presencia en el acto de los ministros de Estado, del Cuerpo Diplomático, de las autoridades civiles, militares y eclesiásticas, correspondió al alto significado cívico-patriótico del acontecimiento.

### Personalidad jurídica y trámites legales
A petición del Instituto O’Higginiano, el gobierno despachó el 17 de diciembre de 1986 el proyecto de Ley que modifica el texto de la N.º 14.609 del 30 de agosto de 1961 que dio existencia legal al Instituto, la cual consagra en términos inequívocos la misión y tuición que ha de ejercer.
Ministerio de Justicia
LEY NUM. 18.487
MODIFICA LA LEY Nº 14.609, QUE CONCEDE PERSONALIDAD JURíDICA AL INSTITUTO O'HIGGINIANO DE CHILE Y SEÑALA SUS OBJETIVOS
Modifíquese la ley N.º 14.609, en la forma que se indica:
Artículo 1º Concédese personalidad jurídica al Instituto O’Higginiano, que se regirá por la presente Ley y por los reglamentos generales o particulares que dicte para el desarrollo de sus actividades nacionales o locales, los cuales deberán ser sometidos a la aprobación del Presidente de la República, por intermedio del Ministerio de Justicia.
1.- Reemplázase, en el artículo 1º la expresión "Instituto O'Higginiano", por "Instituto O'Higginiano de Chile";
2.- Agrégase en el artículo 1º, el siguiente nuevo inciso:
"El Presidente de la República será el Presidente Honorario del Instituto O'Higginiano de Chile.";
3.- Reemplázase el artículo 2º, por el siguiente:
"Artículo 2º.- Los objetivos del Instituto O'Higginiano de Chile son los siguientes:
a) Promover por todos los medios a su alcance, y, en especial, mediante la investigación, extensión, docencia y publicidad, el conocimiento de la vida, valores y obras del Libertador General don Bernardo O’Higgins Riquelme, Capitán General del Ejército de Chile;
b) Coadyuvar a toda iniciativa o empresa que tienda a acrecentar la unidad nacional, sobre la base de la exaltación de los valores cívicos y morales, de solidaridad y de progreso espiritual del país;
c) Promover y propiciar la participación de los establecimientos de educación básica, media y superior en los objetivos que persigue el Instituto;
d) Colaborar en el fiel cumplimiento de las disposiciones del decreto ley N.º 1.146, de 1975.
Para el cumplimiento de sus objetivos, la corporación podrá instituir filiales, como asimismo, estimular la organización de entidades congéneres de carácter privado.", y
4.- Sustitúyese el artículo 3º por el siguiente:
"Artículo 3º.- El domicilio del Instituto será la ciudad de Santiago, Región Metropolitana de Santiago.".
Por cuanto he tenido a bien aprobar la precedente ley, la sancionó y la firmó en señal de promulgación. Llévese a efecto como Ley de la República.
Regístrese en la Contraloría General de la República, publíquese en el Diario Oficial e insértese en la Recopilación Oficial de dicha Contraloría.
Lo que transcribo para su conocimiento. Daniel Munizaga Munita, Subsecretario de Justicia Subrogante.

### Primer Consejo Directivo de 1953
- Presidente: Humberto Aguirre Doolan, senador de la República.
- Vicepresidente: César Guzmán Castro.
- Vicepresidente: Eduardo Bónitto, embajador de Colombia en Chile.
- Secretario Gral.: Pedro Contreras Valderrama, profesor de Estado.
- Subsecretario: Neftalí Molina Riquelme.
- Censor: Eugenio Orrego Vicuña, historiador.
- Tesorería: María Brunet Cáraves.

#### Honorable Consejo
Ramón Espinoza, diputado de la República.
Alejandro Flores, actor.
Luis Martín Mardones, diputado de la República.
Ramón Salinas, Coronel, director de la Escuela Militar.

#### Socios Fundadores
Juana Aguirre Luco de Aguirre, ex primera dama de la Nación.
Fernando Alessandri Rodríguez, presidente del Senado de Chile.
Claudio Arrau, músico.
Alfonso Asenjo Gómez, médico y catedrático.
Eduardo Barrios, escritor.
Diego Barros Ortíz, general, subsecretario de Aviación.
Julio Barrenechea, escritor y diplomático.
Humberto Bianchi Tupper, presidente de la Corte Suprema.
Armando Brown Menéndez, historiador.
Marta Brunet, escritora.
Enrique Campos Menéndez, diputado de la República.
Ramón Cañas Montalva, general de la República.
Ulises Correa, senador.
Carlos Dávila, escritor.
Florencio Durán Bernales, senador de la Rública.
Teodoro Eugenín, Obispo, vicario general castrense de Chile.
Jaime Eyzaguirre, abogado, catedrático e historiador.
Enrique Franco Hidalgo, general, presidente Colecta Nacional O’Higgins.
Guillermo Feliú Cruz, catedrático e historiador.
Juan Gómez Millas, rector Universidad de Chile.
Exequiel González Madariaga, senador e historiador.
Eugenio González, senador y catedrático
Guillermo Izquierdo Araya, senador, catedrático e historiador.
Alfonso Lagos Villar, periodista, director de La Discusión de Chillán.
Francisco Le Dantec, periodista de El Mercurio de Valparaíso.
Raúl Marín Balmaceda, senador de la República.
Claudio Matte Pérez, abogado y filántropo.
Enrique Molina Garmendia, rector fundador de la Universidad de Concepción.
Gabriela Mistral, poetisa, Premio Nobel de Literatura.
Marcial Mora Miranda, senador de la República.
Jorge Meléndez Escobar, diputado de la República.
Roberto Meza Fuentes, embajador de Chile en Ecuador.
Carmen Moreno, actriz.
Abdón Parra, General, ministro de Defensa Nacional.
Guillermo Pérez de Arce, director de El Mercurio de Santiago.
Juan Agustín Rodríguez, almirante, escritor.
Emilio Rodríguez Mendoza, diplomático, escritor y periodista.
Alejandro Serani Burgos, catedrático y gran maestro de la Gran Logia de Chile.
Alfredo Silva Santiago, arzobispo, rector y gran canciller de la Pontificia Universidad Católica de Chile.
Serafín Soto, diputado de la República.
Juan Urzúa Madrid, dirigente gremial.
Enrique Vergara Robles, presidente de Conmemoración Histórica.
Benjamín Videla, general del ejército.
Samuel Villalobos, presidente Archivo Nacional O’Higgins.

#### Posteriormente fueron designados los siguientes
- Aurelio Celedón, general del Aire.
- Egidio Rivera Orrego, abogado, ensayista, fundador del Instituto Histórico Francisco de Miranda y de su Academia de Estudios O’Higginianos.
- Luis Valencia Avaria, historiador.
- Carlos Valdovinos Valdovinos, diputado de la República, ensayista.

## Revista Libertador O’Higgins
El 12 de junio de 1985 se cumplió el viejo anhelo de contar con una revista para apoyar la gran causa, se tuvo la gran satisfacción de presentar oficialmente a los O’Higginianos el primer número de la Revista Libertador O’Higgins, publicada a fines del año anterior bajo la dirección del entonces consejero don Miguel Caviedes Llanillos con un tiraje de 1000 ejemplares, los que además de a los miembros de número, se distribuyeron al presiente de la República, ministros de Estado y subsecretarios, autoriddes civiles y militares, planteles educacionales, filiales del Instituto y representaciones diplomáticas de Chile en el exterior. Desde entonces, hasta el año 2009, se editó como revista oficial del Instituto de manera continuada, veinte y cuatro ediciones. 
El año 2010 enfrentados a la necesidad de conmemorar adecuadamente el Bicentenario de la Independencia, se decidió concentrar los esfuerzos en la preparación de un número conmemorativo que incluyera una selección de los trabajos publicados, en el cual estén considerados los contenidos que abarcan desde sus orígenes, estudios, confirmación de sus ideas libertarias, legitimación, amistades, batallas, visión americanista, ideólogo independentista, parlamentario, organizador de la República y la Constitución, vocación marítima, pensamiento político y geopolítico, proyección histórica, visión antártica magallánica, etc.

## Filiales o congéneres del Instituto O’Higginiano de Chile
En la actualidad prosigue la labor de difusión de la causa del Libertador, no solo la que realizan las filiales del Instituto O’Higginiano de Chile a lo largo del país, sino en numerosos países amigos, como por ejemplo los Institutos O’Higginianos de Cundinamarca en Colombia, de Argentina, de Perú, de Israel. 
La labor desarrollada en los últimos años, relativa al levantamiento de monumentos en los cuales el Instituto ha coordinado e impulsado su materialización con diferentes autoridades y entidades, se detallan a  continuación:
En el extranjero:
- Brasil un monumento en Río de Janeiro.
- Estados Unidos un busto en Houston.
- Ecuador un monumento ecuestre en Quito, un busto en la Academia de Guerra Ecuatoriana, un busto en la Escuela Chile en Quito.
- Guatemala una estatua de pie en la capital Guatemala.
- Italia un busto en Roma.
- Perú un monumento en la comuna de San Isidro, un busto en la Casa O’Higgins, un busto en el parque O’Higgins en el distrito de La Molina, un busto en el Palacio de Gobierno del Perú.
- República Dominicana un busto en Santo Domingo.
- España un monumento ecuestre en Madrid.
- Egipto un busto en El Cairo.
- Líbano un busto en la embajada de Chile en Beirut.
- Turquía una placa en Ankara.
- Rusia un busto en la Universidad de la Amistad de los Pueblos en Moscú.
- Inglaterra una placa en Richmond.
- Irlanda una placa con dos medallones, al libertador y al virrey del Perú Ambrosio O'Higgins.

En Chile
- un busto en la nueva comuna de Padre Las Casas (Temuco).
- un busto en la Hacienda las Canteras en la comuna de Quilleco.
- un monumento ecuestre en la plaza de Armas de Los Ángeles.
- un busto en Melipilla.
- un busto en la comuna de Lago Ranco.
- una placa en el Monumento de la Victoria de Chacabuco.
- un busto en la Academia de Guerra del Ejército de Chile.
- un busto en el Instituto Nacional.
- un busto en la Municipalidad de Macul.

Esta lista refleja que el quehacer del Instituto O’Higginiano, logrando motivar a tantos chilenos en el país y en el extranjero, asumiendo así, una labor complementaria del Estado, de carácter cultural y difusión histórica.

## Enlace
- https://web.archive.org/web/20130729084328/http://www.ohigginianosrancagua.cl/

- Datos: Q5642450